# 白川志賀右衛門
白川 志賀右衛門（しらかわ しがえもん、1781年（天明元年） - 1818年5月15日（文化15年4月11日））は、江戸時代の大相撲の大関。出羽国（現秋田県北秋田市坊沢）出身。地元では「坊沢(ぼんじゃ)の徳」として民話の題材になり語り継がれている。
1796年(寛政8年)に米内沢に巡業に来た大関小野川に見込まれる。後に大関柏戸宗五郎の弟子になる。1810年（文化7年）に桑ノ弓徳右エ門の四股名で初入幕する。11月に関脇、翌年1月には白川志賀右エ門（2代目白川志賀右エ門）と改名し、西大関に昇進する。翌年に白川志賀右衛門とし西関脇になるが、そこで引退する。

## 伝承

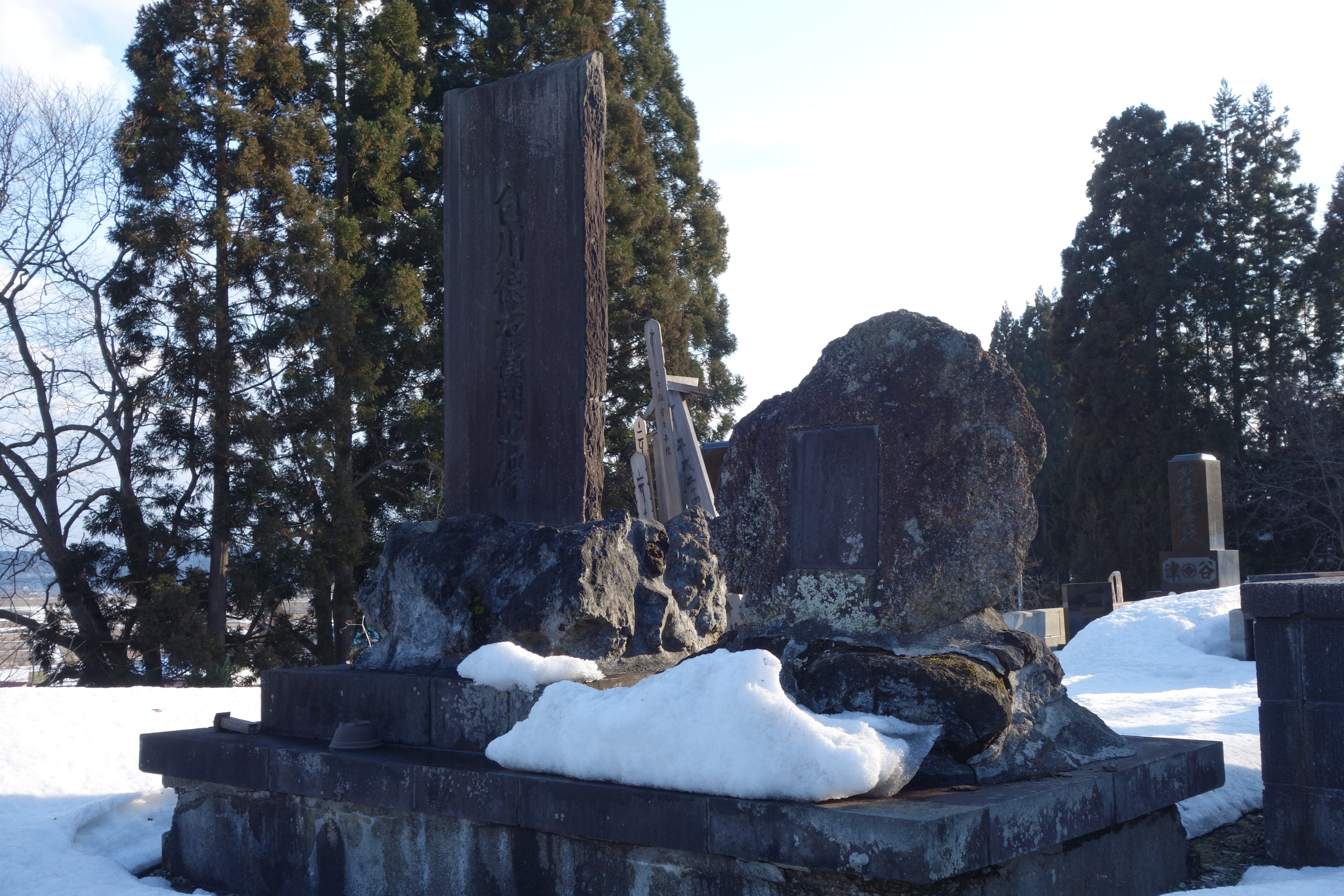
白川志賀右衛門の顕彰碑
右の石は徳右衛門の力石

1781年（天明元年）に現在の北秋田市坊沢村に生まれる。姓は能登谷(後年、津谷と改姓する)で、父は弥五右衛門といって、津谷名兵衛の分家である。母は能登谷重右衛門の娘で、体躯肥満の女性であった。幼少時には父が早世し家庭は貧困であったが、体格に優れていて、非凡な怪力をもっていた。
1796年（寛政8年）8月に米内沢に江戸相撲の巡業があり、16歳で大関小野川に見込まれ、江戸表に出る。当時小野川から与えられた四股名は、山姿徳右衛門であった。その後、数年で柏戸宗五郎の弟子になり、桑ノ弓徳右エ門の四股名で初入幕する。ある年、諸大名高覧の相撲があったとき、抜群の成績を残し、尾張侯の賞賛をうけお抱えの相撲取りとなった。そして白川志賀右エ門と改名する。
白川には得意の3手があった。山刀(なた)と撃(そこべ)、絞(しぼり)の3手であるが、これを使用すると相手は軽くて負傷、重くて死に至らしめることから師匠の柏戸はこれを封じた。あるとき、将軍家お抱えの力士某が秘かに白川を訪ね、金子300両を差し出して、勝ちを譲るように懇願した。白川は同情して承諾したが、次の日は将軍上覧相撲とあって、前夜の約束を履行することができず、尾張侯は白川の身を案じて白川を帰国させることにした、これで白川は江戸大関の地位を失ったという。当時尾張侯からの頂戴品として大八車に2台の品目があった。今泉村の三郎兵衛に委託して保存していたが、後に麻生村の豪農の簾内甚左衛門に伝えられたという。同家には化粧廻しや釜が保存されていたという。
白川は帰国後農業に従事していた。師匠の柏戸が南部藩を巡業していたとき、南部藩某の関破りの申し込みがあった。関破りは飛び入りのため力士がことごとく破れる時には一同切腹するものであった。申し込みをした某は身の丈が小さいものの、希世の怪力で柏戸も難色を示した。急遽、使いを白川のもとに送り助力を求めた。白川は招きに応じて彼に対峙したが、さすがの白川も力及ばず柏戸はそこで激励し封じ手の3手を許したので、藩士某は即死した。柏戸は後害を避けるために、仙台藩まわりで帰国させた。1821年(文政4年)で白川が41歳の時、柏戸の津軽藩への巡業があったときに、再度招きがあった。白川は親友の万蔵と盃を交わして分かれたという。津軽における白川の敵手は文吉という者で、津軽一を誇る剛の者である。前年まで白川はこの文吉に負けていたが、この年は彼を片手で投げ飛ばした。これを遺恨に白川は毒殺されたという。
白川の事蹟は古記録がなく、いずれも口碑によるものである。これは白川の親友の万蔵の語るところを孫の清吉に伝えたものである。万蔵は後に喜四郎と改名し、白川と同年の生まれだが1874年（明治7年）5月の94歳まで生きたという。
白川は「坊沢の徳」と呼ばれ、体重32貫、身長5尺8寸、肩幅胸囲が広く、縦横同じの方形の体格であった。歯は小歯密生して34枚、性格はやや愚直で、大食漢であった。南部藩に赴いた時に、一夜にニシン2把、酒5升を飲食した。十二所の茂木侯に居候したときには、白川は小姓4人でようやく持ち上げられる火鉢を、片手で軽く持ち上げたという。青年時代に鷹巣村の成田重右衛門に若勢として入った時、正銀16貫が入ったかますを臼の上に置き、徳の力量を試そうとした。重右衛門はかますにそこべを掛け、臼からかますを飛散させれば賞与とすると戯れに言ったが、彼はそこべで一撃を加え、瞬時にしてかますを3間の向こうに飛ばしたという。坊沢に在村中に駄馬に米5斗をつけ、隣村の綴子村に赴く途中にぬかるみに馬の足が取られ歩行が困難になった。そこへ津軽侯の大名行列があり、警告の声も眼前に迫っていたので、彼はやむを得ず馬の足をとって路傍に動かした。一行はその怪力を驚嘆しつつ通過した。
「白川の力石」は、坊沢村永安寺の墓地内にある巨大な碑石である。白川が山中から運んできて、一向宗の墓地内に設置したものである。幅が3尺、高さ3尺、厚さ1尺7寸で目方は約2百貫である。現在この碑石は風化して刻字は不明であるが、明治期には判読できたようで、1911年（明治44年）太田の長谷川千蔵の調査によると「明和六丑年□□月十四日法名釈本然」と刻んでいたという。これは、記録によると宝暦から明和期の豪農永井家による碑と推定でき、法名は「釈晃然」の読み誤りと推定できる。
永安寺は曹洞宗であるが、この地方に一向宗の信徒が多いのは15世紀に能登や加賀に一向一揆があり、その難を逃れて沿岸地方に難民が土着し、その後新田開発のため沿岸地方から移動したものである。坊沢村では曹洞宗の檀徒との間に摩擦が生じ、寛保元年には村内に紛議があったようで、久保田藩の神社奉行より坊沢村の一向宗信徒は8軒までと制限すべきと申しつけられた。ところが翌2年に一向宗徒は能代の浄明寺(一向宗)の檀家になりたいと藩に訴えたが、藩ではこの村は差し障りのある村(五義民のことを暗示)であるからと態度を変えなかった。徳右衛門はその8軒のなかに入っている。この事件は「一向宗騒動」として伝えられている。
白川の力石の隣りにあるのは「白川志賀右衛門之碑」で坊沢の自警会と財産管理会が白川の事蹟を顕彰して1966年（昭和41年）に建てられたものである。かつては、全日本相撲大会で永安寺に合宿する選手は、一度は力石の前に足を運んだ。

## 逸話
大館市の御四天王神社の相撲奉納に参加した徳は、勝ち残った片山の仁藤右衛門と勝負がつかず、力比べをすることになった。長木川の流木を流れのまん中で両足で踏ん張って、右手に一本、左手に一本と八字型に止めたが勝負無し、次はその流木を瓦に投げて積み立てたがこれも勝負なし、つぎに丸太を引き抜いたが三段目を引き抜いた時点でたった1本の差で仁藤右衛門の勝ちとなったという。坊沢の長崎清十郎は徳と親交があり、大関時代に巡業のとき、唐団扇を記念として送り、それが同家に保存されているという。近郷の同年配の若勢には力自慢が数人いて、徳と甲乙つけがたい万太という若勢がいたという。
1769年(安永6年)生まれという伝承もある。怪力は母親ゆずりだという。母親は男勝りの大女で、炉端で乳児に乳をふくませながら、煮炊きの釜を片手で上げ下ろししたと伝わっている。力石は徳が一人で運んだものだが、碑を建てる時は若者20人でやっと運び上げた。桑ノ弓の四股名は佐竹の殿様からもらった。佐竹の殿様は代々あまり相撲好きではなかったといわれるが、たまたま眼にとまった彼は殿様から名前をもらったという。禁じ手の3手によって九州巡業では死傷者が26人、江戸でも11人も出たという。入幕後の成績も禁じ手のためである。300両を持ちこんで勝ちをゆずるよう頼まれた件では、人情あつい彼は金を押しかえし、しかし負けることを承諾した。やがて迎えた晴れの土俵、いざ勝負となると恩義ある尾張侯の名誉のためを思って意を決し2番とも勝った。尾張侯は後難をおそれてお抱えをとき、帰国させることにした。その時の頂戴の品は、大八車で2台あったといわれる。石碑は白川の150回忌の前年の昭和40年8月15日に除幕式を行われた。盛大な記念相撲大会を開催し、郷土の生んだ力士を偲んだ。
徳五郎という力士は文政の頃に死亡した。その子孫は小作農民として今(記録が取られた文久3年)もある。坊沢の徳の姪(妹の娘)も力があり、院内銀山に夫婦で炭焼きに行ったとき、その女性は炭を50貫目も背負って山の難所を往来していた。苦しい様子もなく、足のこむらに荒縄で3ヶ所しっかりと結んで歩いたという。

## 民話
- 坊沢の徳という人は強く、誰も勝った者がいなかった。きつい人のことを「坊沢(ぼんじゃ)の徳」みたいだと言った。
- 坊沢の徳が米を馬に2俵つけて、自分でも4俵背負って下駄で道を歩いていた。そこへ殿様がやってきた。そこで、徳は4俵を背負ったまま、馬に2俵つけたのを持ち上げて、堰の外にまたいだ。殿様は「徳、そんなに寄らなくてよいよ」と言った。
- 徳に「貝焼き(かやぎ、鍋物)食ってけれ」と言うと、徳は鍋ごとバリバリと食べた。そこで歯が丈夫な人を「坊沢の徳」みたいだと言った[8]。

## 坊沢の徳の人形
大館市比内町扇田出身で、郷土史に詳しい宮越氏は扇田神明社の鎮座650年に合わせ、境内の石碑や墓石などの位置情報と由来をまとめた境内図を作成した。その途中、拝殿で相撲の古びた番付表を見つけ、調べていくうちに白川を知った。当時最高位だった大関にまでのぼりつめた県北出身の力士がいたことを分かりやすく広めたいと、2021年6月に神形作家の田村氏に人形作成を依頼した。田村氏は仙台市博物館が所蔵する錦絵をベースに約4ヶ月をかけて人形を完成させた。刀の制作を京都の刀匠に頼んだり、力士の髪型について歌舞伎の床山に相談したりと細部にこだわった。宮越氏は「できれば多くの人にみてもらい、地元の坊沢で何らかの形で活用してもらいたい」と話している。

## 主な成績
- 初土俵：文化7年10月場所　小結
- 通算成績：21勝22敗18休2無勝負
- 幕内在位：7場所
- 大関在位：1場所
- 大関成績：3勝2敗5休
- 最終場所：文化11年4月場所

### 場所別成績
| 1810年 | x                 | 西小結 3–5–2        |
| 1811年 | 西小結 2–5–3      | 西小結 3–4–2 1分    |
| 1812年 | 西小結 3–1 1無    | 西関脇 4–3–1 1分1無 |
| 1813年 | 西大関 3–2–5      | x                   |
| 1814年 | 西関脇 引退 3–2–5 | x                   |
| 各欄の数字は、「勝ち-負け-休場」を示す。 優勝 引退 休場 十両 幕下 三賞：敢=敢闘賞、殊=殊勲賞、技=技能賞 その他：★=金星 番付階級：幕内 - 十両 - 幕下 - 三段目 - 序二段 - 序ノ口 幕内序列：横綱 - 大関 - 関脇 - 小結 - 前頭（「#数字」は各位内の序列） |                   |                     |